# Taran Killam
Taran Hourie Killam (nacido el 1 de abril de 1982) es un actor, comediante, escritor, productor, director y cantante estadounidense. Killam llamó la atención por primera vez por su breve paso por la serie de comedia Mad TV de Fox durante su séptima temporada entre 2001 y 2002, seguido de su éxito más amplio como miembro del elenco de la serie de comedia de sketches de NBC Saturday Night Live de 2010 a 2016. También ha aparecido en otras series de televisión como El show de Amanda, How I Met Your Mother, New Girl y Single Parents. Killam también es conocido por su interpretación de una estrella del pop adolescente en la película original de Disney Channel de 2004 Stuck in the Suburbs. Prestó su voz al personaje principal en la serie de dibujos animados para niños de PBS Nature Cat.
En 2004 junto a 39 actores y trabajadores del medio declararon a favor del pedófilo Brian Peck por la agresión sexual a Drake Bell, gracias a su declaración dejaron en libertad al agresor sexual y pedófilo
Killam interpretó el papel del Rey Jorge III en la producción de Broadway de Hamilton en el Richard Rodgers Theatre, y finalizó su carrera la noche del 13 de abril de 2017.

## Primeros años
Killam nació el 1 de abril de 1982 en Culver City, California,  y vivió en Big Bear Lake, California, hasta los 15 años. Su madre estuvo de gira con The Charlie Daniels Band y ha sido descrita como una cantautora. Su padre era parte del City Garage Theatre Group y se ha descrito que tenía ambiciones de actuar. Killam también es sobrino nieto de Rosemarie Bowe, esposa del actor Robert Stack.
Killam asistió a la Escuela secundaria de artes del condado de Los Ángeles. Asistió a la Escuela de Teatro, Cine y Televisión de UCLA "como estudiante de teatro musical", donde afirmó que "pasó gran parte de su tiempo trabajando en el Festival de Teatro de UCLA". Dejó UCLA para seguir su carrera como actor.

## Carrera

### Carrera temprana
En 1994, Killam hizo su primera aparición cinematográfica como un niño en Naked Gun 33⅓: The Final Insult. Killam apareció en El show de Amanda de Nickelodeon, un vehículo de comedia de sketches para Amanda Bynes . Interpretó a Spaulding, un chico enamorado de Moody en la parodia de la telenovela "Moody's Point". 
Killam se unió al elenco de Mad TV como actor destacado durante su séptima temporada de 2001 a 2002. De los 25 episodios que se emitieron durante la séptima temporada de Mad TV, Killam apareció en 13. Al unirse al elenco de Mad TV a los 19 años, Killam fue el miembro del elenco más joven contratado en el programa y el único miembro del elenco de Mad TV que comenzó en programas para niños (similar a Kenan Thompson en Saturday Night Live). Fue miembro regular del reparto en la tercera y cuarta temporada de Wild 'N Out. En 2005, Killam coprotagonizó el programa piloto de televisión Nobody's Watching, que nunca se emitió en las cadenas de televisión. El piloto ganó popularidad después de que se filtró en línea y se produjeron webisodios entre 2006 y 2007.
Killam coprotagonizó la película original de Disney Channel de 2004 Stuck in the Suburbs. Después de Mad TV, Killam apareció en programas de televisión como Jake in Progress, Still Standing, Boston Public, Drake & Josh, Do Over, Roswell y Judging Amy. Ha aparecido en Scrubs y Scrubs: Interns como Jimmy. Killam apareció como concursante en el episodio del 7 de diciembre de 2006 de The Price Is Right.
Ha aparecido en Big Fat Liar, Just Married, Anderson's Cross y My Best Friend's Girl.
Killam fue miembro de la compañía de improvisación y comedia de sketches The Groundlings, con sede en Los Ángeles. Se retiró de la empresa principal en 2012. 

### Saturday Night Live
El 25 de septiembre de 2010, Killam se unió al elenco de Saturday Night Live para la temporada 36, lo que lo convirtió en el segundo veterano de Nickelodeon (después de Kenan Thompson) en unirse a SNL y el segundo miembro del elenco de SNL que anteriormente fue miembro del elenco del programa de sketches Mad TV (después de Jeff Richards). Killam nombró a Eddie Murphy como su miembro favorito del elenco de SNL y a Arcade Fire como su invitado musical favorito. En agosto de 2016, Killam y su compañero de reparto Jay Pharoah abandonaron el programa. Killam dijo que no le dijeron por qué no se renovó su contrato.

### Otros trabajos
En diciembre de 2011, Killam replicó el video deRobyn "Call Your Girlfriend" en una pequeña sala de escritores y lo publicó en YouTube. El video se volvió viral y para febrero de 2022 había sido visto más de 1 277 i75 veces. Este tipo de videos se convirtieron brevemente en un fenómeno de Internet y atrajeron la atención del público y los medios de Killam. Cuando fue entrevistado en Late Night with Jimmy Fallon, Killam declaró que no conocía el baile que se muestra en el video oficial de la canción hasta que Robyn estaba programada para aparecer en SNL como invitada; vio el video repetidamente hasta que pudo realizarlo él mismo.
En 2011, Killam apareció en el episodio deCommunity "Regional Holiday Music" como Mr. Radison (Mr. Rad), una parodia de Will Schuester de Glee. En 2012 apareció en el episodio de iCarly "iMeet the First Lady" como agente del Servicio Secreto.
El 10 de noviembre de 2012, Killam apareció con Kenan Thompson y Anne Hathaway en un video corto, "The Legend of Mokiki and the Sloppy Swish". Mokiki es un sujeto de prueba de laboratorio que deambula por Manhattan realizando un movimiento de baile arrastrando los pies conocido como "Sloppy Swish". El sketch se convirtió brevemente en un fenómeno de Internet y atrajo la atención del público y los medios de Killam. Mike Ryan de The Huffington Post escribió: "Es una de las cosas más extrañas que se han emitido en SNL, sin embargo, al día siguiente, todos hablaban del Sloppy Swish".
Killam coprotagonizó la película de comedia de 2013 The Heat. Killam da voz a Zip "Frantic" Danger en la serie original de Hulu The Awesomes . 
En 2013, Killam se aventuró en el género de espionaje y la industria de los cómics con The Illegitimates, una miniserie de cómics de seis números coescrita por Marc Andreyko, ilustrada por Kevin Sharpe y publicada por IDW Publishing. La serie se centra en un equipo de hermanos ilegítimos que están acusados de ocupar el lugar de su padre, Jack Steele, un espía al estilo de James Bond, después de su muerte. El primer número se publicó el 18 de diciembre de 2013 y recibió críticas mixtas.
Killam aparece en la película de 2013 12 Years a Slave, interpretando el papel de Abram Hamilton, uno de los secuestradores que lleva al personaje principal a la esclavitud.
Killam es fanático de la franquicia Tortugas Ninja, Raphael es su tortuga favorita y presionó con éxito para un papel en la película de 2014 como parte del personal de Channel 5.
Killam hizo seis apariciones especiales como Gary Blauman en la serie de televisión de su esposa Cobie Smulders, How I Met Your Mother. Su primera aparición fue en el episodio del 20 de marzo de 2006, "Life Among the Gorillas" y la última fue el episodio del 24 de marzo de 2014, "The End of the Aisle"
En 2015, Killam proporcionó la voz del personaje principal en el programa Nature Cat de PBS Kids, junto con los alumnos de SNL Kate McKinnon, Bobby Moynihan y Kenan Thompson.
El 17 de enero de 2017, Killam sucedió a Rory O'Malley en el papel del Rey Jorge III en el musical de Broadway Hamilton.
Killam produjo, escribió, dirigió y protagonizó la película cómica de sicarios Killing Gunther, que se estrenó en el otoño de 2017. Arnold Schwarzenegger, quien interpretó a Gunther en la película, se desempeñó como productor ejecutivo de la misma.
En marzo de 2018, Killam fue elegido como protagonista en el programa piloto de comedia Single Parents para ABC, que se convirtió en serie para su estreno el 26 de septiembre de ese año.

## Vida personal
Después de varios años de noviazgo, Killam y la actriz Cobie Smulders se comprometieron en enero de 2009. Se casaron el 8 de septiembre de 2012 en Solvang, California. La pareja tiene dos hijas, nacidas en 2009 y 2015.
Killam es un ávido fanático de Los Angeles Rams, y se informó que usa la camiseta local del equipo en los juegos locales.

## Filmografía

### Películas
| Año  | Título                                | Papel                                                 | Notas                                                       |
| ---- | ------------------------------------- | ----------------------------------------------------- | ----------------------------------------------------------- |
| 1994 | Naked Gun 33⅓: The Final Insult       | Boy of Geriatric Park                                 |                                                             |
| 2002 | Big Fat Liar                          | Bret Callaway                                         |                                                             |
| 2003 | Recién casados                        | Dickie McNerney                                       |                                                             |
| 2004 | Stuck in the Suburbs                  | Jordan Cahill                                         |                                                             |
| 2006 | The Showdown                          | The Batter                                            | Cortometraje                                                |
| 2006 | Dr. Miracles                          | Mr. Peterson                                          | Cortometraje                                                |
| 2007 | Epic Movie                            | Pirate                                                |                                                             |
| 2008 | My Best Friend's Girl                 | Josh                                                  |                                                             |
| 2009 | Three Matthew McConaugheys and a Baby | Matthew McConaughey                                   | Cortometraje                                                |
| 2010 | Anderson's Cross                      | Austin Wilson                                         |                                                             |
| 2013 | The Heat                              | Adam/Simon Larkin                                     |                                                             |
| 2013 | Grown Ups 2                           | Male Cheerleader                                      | Cameo                                                       |
| 2013 | 12 Years a Slave                      | Abram Hamilton                                        |                                                             |
| 2014 | Tortugas Ninja                        | Jim McNaughton                                        |                                                             |
| 2015 | Ted 2                                 | Él mismo                                              |                                                             |
| 2015 | Metegol                               | Captain Skip / Rufus (voz)                            |                                                             |
| 2016 | Casual Encounters                     | Justin Davis                                          |                                                             |
| 2016 | Brother Nature                        | Roger Fellner                                         | También escritor                                            |
| 2017 | All Nighter                           | Gary                                                  |                                                             |
| 2017 | Killing Gunther                       | Blake                                                 | También director, escritor y productor; debut como director |
| 2018 | Night School                          | Stewart                                               |                                                             |
| 2023 | Spider-Man: Across the Spider-Verse   | Patrick O'Hara / Web-Slinger y su caballo Widow (voz) |                                                             |

### Televisión
| Año           | Título                                      | Papel                                             | Notas                                                         |
| ------------- | ------------------------------------------- | ------------------------------------------------- | ------------------------------------------------------------- |
| 1994–2002     | All That                                    | Él mismo                                          | 15 episodios                                                  |
| 2000          | The Jersey                                  | Varsity 1                                         | Episodio: "Nick's a Chick"                                    |
| 2000          | Judging Amy                                 | Freddie Felleman                                  | Episodio: "The Wee Hours"                                     |
| 2000          | Touched by an Angel                         | Teenage Robert                                    | Episodio: "The Grudge"                                        |
| 2000–2002     | El show de Amanda                           | Spaulding                                         | 7 episodios                                                   |
| 2001          | Undressed                                   | Blake                                             | 40 episodios                                                  |
| 2001          | Roswell                                     | Malamud                                           | Episodio: "Heart of Mine"                                     |
| 2001–2002     | Mad TV                                      | Varios                                            | 13 episodios                                                  |
| 2002          | Do Over                                     | Dave                                              | Episodio: "The Block Party"                                   |
| 2004          | Drake & Josh                                | Trevor                                            | Episodio: "Dune Buggy"                                        |
| 2004          | Boston Public                               | Alex Buchanan                                     | Episodio: "Chapter Seventy-Eight"                             |
| 2004          | Still Standing                              | Andy                                              | Episodio: "Still Narcing"                                     |
| 2004          | Stuck in the Suburbs                        | Jordan Cahill                                     | Película de TV                                                |
| 2005          | Jake in Progress                            | Todd                                              | Episodio: "Loose Thread"                                      |
| 2006          | Girlfriends                                 | Jordan Gray                                       | Episodio: "Hustle & Dough"                                    |
| 2006–2014     | How I Met Your Mother                       | Gary Blauman                                      | 6 episodios                                                   |
| 2006–2007     | Wild 'n Out                                 | Varios                                            | 29 episodios                                                  |
| 2007          | Nick Cannon Presents: Short Circuitz        | Varios                                            | 8 episodios; también escritor                                 |
| 2009          | Scrubs                                      | Jimmy                                             | 4 episodios                                                   |
| 2009          | Scrubs: Interns                             | Jimmy                                             | Episodio: "The Late Night with Jimmy Show"                    |
| 2010–2016     | Saturday Night Live                         | Él mismo, Varios                                  | 126 episodios                                                 |
| 2011          | Community                                   | Cory Radison                                      | Episodio: "Regional Holiday Music"                            |
| 2012          | iCarly                                      | Agente Kinsey                                     | Episodio: "iMeet the First Lady"                              |
| 2012          | Saturday Night Live Weekend Update Thursday | Pacienet, Steve Doocy                             | 2 episodios                                                   |
| 2013–2018     | Drunk History                               | Varios                                            | 6 episodios                                                   |
| 2013–2015     | The Awesomes                                | Zip "Frantic" Danger (voz)                        | Protagonista:; 30 episodios                                   |
| 2014          | Comedy Bang! Bang!                          | Smith Calvins                                     | Episodio: "Jenna Fischer Wears a Floral Blouse & Black Heels" |
| 2014          | Sesame Street                               | Profesor Buck Awe                                 | Episodio: "School for Chickens"                               |
| 2015–present  | Nature Cat                                  | Nature Cat (voz)                                  | Protagonista:; 86 episodios                                   |
| 2016          | New Girl                                    | Fred                                              | Episodio: "What About Fred"                                   |
| 2016          | Mating                                      | Jay                                               | Piloto                                                        |
| 2018          | A.P. Bio                                    | Mr. Vining                                        | Episodio: "Teacher Jail"                                      |
| 2018          | Robot Chicken                               | Varias voces                                      | Episodio: "Ext. Forest Day"                                   |
| 2018–2020     | Single Parents                              | Will Cooper                                       | Protagonista:, 45 episodios                                   |
| 2018          | We Bare Bears                               | Willoughby-Wentworth (voz)                        | Episodio: "Adopted"                                           |
| 2018          | Angie Tribeca                               | Pierre Cardin                                     | 6 episodios                                                   |
| 2019          | Documentary Now!                            | Benedict Juniper                                  | Episodio: "Original Cast Album: Co-Op"                        |
| 2019          | Arrested Development                        | George Bluth, Sr. joven                           | [ 30 ]                                                        |
| 2019          | Full Frontal with Samantha Bee              | Zam Larson                                        | Episodio: "Not the White House Correspondents' Dinner"        |
| 2019          | What Just Happened??! with Fred Savage      | Él mismo                                          | Episodio: "Elevator"                                          |
| 2020          | Los Simpson                                 | Glen Tangier/Airshot (voz)                        | Episodio: "Bart the Bad Guy"                                  |
| 2020          | Vampirina                                   | Ichabod Crane (voz)                               | Episodio: "A Tale Of Two Hollows"                             |
| 2020          | The George Lucas Talk Show                  | Él mismo                                          | Episodio: "Revenge of the Sick"                               |
| 2021          | Star Wars: The Bad Batch                    | Depot Manager / Goatal / Landspeeder Driver (voz) | Episodio: "Cornered"                                          |
| 2021          | Impeachment: American Crime Story           | Steve Jones                                       |                                                               |
| 2021          | Mr. Mayor                                   | Taryn Digiacomo                                   | Episodio: "Mr. Mayor's Magical L.A. Christmas"                |
| 2022–presente | The NFL Pile On                             | Presentador                                       |                                                               |

### Teatro
| Año  | Título                 | Papel                   | Notas                                        |
| ---- | ---------------------- | ----------------------- | -------------------------------------------- |
| 2015 | Little Shop of Horrors | Orin Scrivello & Others | Off-Broadway; Encores!                       |
| 2017 | Hamilton               | Rey Jorge III           | Debut en Broadway; reemplazó a Rory O'Malley |